# Криловщина
Крило́вщина (рос. Крыловщина) — присілок у складі Орловського району Кіровської області, Росія. Входить до складу Орловського сільського поселення.
Населення становить 4 особи (2010, 7 у 2002).
Національний склад станом на 2002 рік — росіяни 100 %.
У присілку народився Герой Радянського Союзу Зонов Микола Федорович (1923-1944).